# 麹町学園女子中学校・高等学校
麹町学園女子中学校・高等学校（こうじまちがくえんじょしちゅうがっこう・こうとうがっこう）は、東京都千代田区麹町三丁目にある私立中学校・高等学校（女子校）。1905年より創立100年以上の歴史を持つ伝統校 である。

## 概要
大築佛郎により1905年、現在の地に麹町女学校が創立された。気品ある女性らしい心、良妻賢母、豊かな心、すこやかな心身、確かな学力を身につけ、国際社会に貢献する自立した女子の育成が学園の教育目的である。
学園祭「葵祭」では、装飾委員会による校内装飾が催されるという。

## 教育
- 麹町学園は6箇年の中高一貫教育とし、「ゆとりを持った学園生活を過ごしながら学力をきちんと伸ばす」をモットーに無理、無駄のない学習計画に基づいて、日々の学園生活を充分楽しみながら、実力をつけていく学習方法をとっている。中学と高校が分断されると学習内容のモレやダブリが起こり非効率になり易い。そこで、基礎期、充実期の4年間と進路に合わせた選択が中心となる発展期の2年間に分かれた「4+2型」のシステムで中高の連続性を重視した6箇年完全一貫教育を実施している。
- アドバンストSクラス、Aクラスを設置、中学から入学した生徒は入学時より先取り授業で学習しているので受験に有利になっている。中1から高1までの4年間をひとまとめにし、小学校で不足した領域を補うと共に4年間を無駄なく、より効果的に過ごすための独自のカリキュラムを工夫している。Aクラスでは英語（担当教師はネイティブスピーカー）、数学において少人数（15名程度）に分割し、進度に応じた習熟度別授業を行う。加えて週1回の補講を行い、習熟度の不足する生徒に対応している（※アドバンストSクラスとAクラスは中1より高1まで毎年クラス編成（入れ替え）を行う）。
- コース制に分かれての勉強法「特別進学コースI類」「特別進学コースII類」「大学進学コース」体制での学習を採り入れている。
- 受験講習、夏期講習、春期講習、スキルアップゼミ、10UPゼミ（5教科の偏差値を上げる為の集中ゼミ）、代ゼミ講師による講習などの学習プランもある。
- 日本の文化を知り、心を育てるために華道、茶道を授業として実施している。道徳の時間の一部の時間を使い、華道（草月流）と茶道（裏千家）を学習する（隔週、中学1年～中学2年の前半は華道、中学2年の後半～中学3年は茶道）。日本文化に親しみながら、女性らしい礼儀作法の正しさを身につける目的からである。

## 設置学科
- 全日制課程 普通科
- 特別進学コース I 類、II 類(国立大学進学、難関私立大学コース）
- 大学進学コース（4年制大学進学コース）

## 沿革
- 1905年（明治38年） - 9月12日麹町女学校創立
- 1908年（明治41年） - 麹町高等女学校となる
- 1920年（大正9年） - 校服制定（和服）
- 1923年（大正12年） - 関東大震災により校舎全焼
- 1945年（昭和20年） - 太平洋戦争の空襲により再度校舎全焼
- 1947年（昭和22年） - 新学制により中学校設立
- 1948年（昭和23年） - 学制により高等学校設立
- 1960年（昭和35年） - 鉄筋5階建て校舎完成
- 1962年（昭和37年） - 屋内温水プール完成
- 1967年（昭和42年） - 大築邦男理事長就任
- 1989年（平成元年） - 体育館、全校舎冷暖房設備完成
- 1994年（平成6年） - 麹町学園ANNEX完成（LL教室、コンピュータ教室、演習室、体育室）
- 1996年（平成8年） - 全館耐震工事
- 2001年（平成13年） - 新制服制定
- 2012年（平成24年） - 高等学校からの生徒募集を停止、完全中高一貫校化[2]

## 校舎施設
- 室内温水プール（25m×5レーン）
- 大築アリーナホール
- 作法室
- 視聴覚室
- コンピュータ実習室
- 調理室
- カフェテリア（談話室、多目的スペース。内にam/pmもある）
- マルチメディアラウンジ（コンピュータ設置）
- 屋外グラウンド（ナイター照明完備）
- 図書室（ビデオ、DVDの閲覧コーナー設置）
- LL教室（英語学習室、大型モニタープロジェクター映像機能、小型モニター、DVD、VHS完備）
- 被服室
- ルーフガーデン（憩いの場）
- スカイスタジオ
- 屋上テラス（憩いの場）
- 美術室
- 芸術室
- 第1・2音楽室
- 第1・2・3理科室

## 交通
- 東京メトロ有楽町線 麹町駅 徒歩1分
- 東京メトロ半蔵門線 半蔵門駅 徒歩2分
- JR中央線・東京メトロ南北線・都営地下鉄新宿線 市ケ谷駅 徒歩10分
- JR中央線・東京メトロ南北線・東京メトロ丸ノ内線 四ツ谷駅 徒歩10分

## 制服
夏服は、ブラウスにスカート、冬服は、金ボタンのブレザーにスカートである。スカートは、夏服冬服ともに、青色系のタータンチェック。
上記を基本スタイルとして、オプションに、ニットベストとセーターが用意されている。これらには左胸にアーガイル柄のワンポイントが入っている。ベストはオフホワイトのみ、セーターはオフホワイトと紺の2種類となっている。
胸元のリボンは、中学生は赤、高校生は青となっている。

## 著名な出身者
- 花柳はるみ（女優）
- 久慈あさみ (女優）
- 白石加代子（女優）
- 中田喜子（女優）
- 森下愛子（女優）
- 桜井ひかり（女優）
- 真山くみ子（女優）
- 野平ゆき（女優）
- 城源寺くるみ（女優）
- 青木英美（女優）
- 岡崎友紀（女優）
- 戸川純（女優）
- 小林幸子（歌手）
- KYOKO（モデル）
- 青木和代（声優）
- 藪本雅子（フリーアナウンサー）
- 熊切あさ美（タレント）
- 飛龍つかさ（元宝塚歌劇団花組男役）
- 矢田津世子（作家）
- 中山千夏（作家）
- 大谷香奈子（実業家）